# Knattspyrnufélag Akureyrar
Il Knattspyrnufélag Akureyrar o KA è una società polisportiva islandese di Akureyri.
Disputa le partite interne allo Stadio Akureyrarvollur con capienza di 2000 posti a sedere. Dal 1928 al 1974 è stata fusa con il Þór, altra società cittadina, nell'IBA. Nella stagione 2025 milita nella massima serie del campionato islandese di calcio.

## Storia
Nel 1989, dopo un lungo ed avvincente testa a testa con il FH Hafnarfjordur, il KA Akureyri ha vinto il suo primo - e finora unico - titolo di Islanda. Il FH era primo in classifica all'ultima giornata, da giocare contro il già retrocesso Fylkir. I bianconeri però persero, permettendo così al club di Akureyri di vincere il campionato.
Nel 2024 batte in finale di Coppa d'Islanda i campioni in carica del Víkingur.

## Allenatori
- Alex Willoughby (1980-1982)
- Guðjón Þórðarson (1988-1990)
- Pétur Ormslev (1994-1996)
- Þorvaldur Örlygsson (2000-2005)
- Gunnlaugur Jónsson (2011-2012)
- Arnar Grétarsson (2020-)

## Palmarès

### Competizioni nazionali
- Úrvalsdeild Karla: 1

1989
- 1. deild karla: 2

1980, 2016
- Coppa d'Islanda: 1

2024

### Altri piazzamenti
- Coppa d'Islanda:

Finalista: 1992, 2001, 2004, 2023
Semifinalista: 1985, 2002, 2003, 2015, 2022
- Coppa di Lega islandese:

Finalista: 2015
Semifinalista: 2018, 2019
- 1. deild karla:

Promozione: 2001

## Organico

### Rosa 2017
| N. |                        | Ruolo | Calciatore                  |
| -- | ---------------------- | ----- | --------------------------- |
| 1  | Islanda (bandiera)     | P     | Aron Dagur Birnuson         |
| 18 | Islanda (bandiera)     | P     | Fannar Hafsteinsson         |
| 23 | Serbia (bandiera)      | P     | Srdjan Rajkovic             |
| 2  | Islanda (bandiera)     | D     | Baldvin Ólafsson            |
| 3  | Inghilterra (bandiera) | D     | Callum Williams             |
| 16 | Islanda (bandiera)     | D     | David Runar Bjarnason       |
| 21 | Islanda (bandiera)     | D     | Ívar Örn Árnason            |
| 22 | Islanda (bandiera)     | D     | Hrannar Björn Steingrimsson |
| 30 | Islanda (bandiera)     | D     | Bjarni Thor Vidarsson       |
|    | Islanda (bandiera)     | D     | Gudmann Thorisson           |
| 6  | Islanda (bandiera)     | C     | Halldor Hermann Jonsson     |
| 7  | Islanda (bandiera)     | C     | Almarr Ormarsson            |

| N. |                        | Ruolo | Calciatore                    |
| -- | ---------------------- | ----- | ----------------------------- |
| 10 | Croazia (bandiera)     | C     | Juraj Grizelj                 |
| 11 | Islanda (bandiera)     | C     | Hallgrimur Mar Steingrimsson  |
| 15 | Islanda (bandiera)     | C     | Ólafur Aron Petursson         |
| 17 | Islanda (bandiera)     | C     | Petur Heidar Kristjansson     |
| 19 | Islanda (bandiera)     | C     | Orri Gustafsson               |
| 20 | Serbia (bandiera)      | C     | Aleksandr Trnicic             |
| 25 | Inghilterra (bandiera) | C     | Archange Nkumu                |
|    | Islanda (bandiera)     | C     | Steinthór Freyr Thorsteinsson |
| 9  | Islanda (bandiera)     | A     | Elfar Árni Adalsteinsson      |
|    | Islanda (bandiera)     | A     | Ásgeir Sigurgeirsson          |
|    | Islanda (bandiera)     | A     | Kristófer Páll Vidarsson      |

- Allenatore:  Srdjan Tufegdzic